# Солунски фронт
Солунски фронт у Првом светском рату је настао као покушај Савезника да помогну Краљевини Србији у јесен 1915. против здруженог напада Немачког царства, Аустроугарске и Краљевине Бугарске. Експедиција је дошла прекасно и у недовољном броју да спречи пад Србије, а експедиција је била отежана унутрашњом политичком кризом у Грчкој (Национална шизма).
На крају је створен стабилан фронт, који се простирао од албанске обале до реке Струме, у ком су се међународне савезничке снаге бориле са Централним силама. Солунски фронт је остао прилично стабилан, упркос локалним акцијама, све до велике савезничке офанзиве 15. септембра 1918, која је резултовала капитулацијом Бугарске и ослобођењем Србије.
Погинули војници на фронту су сахрањени у склопу српског војничког гробља на Зејтинлику у Солуну и осталим српским војним гробљима у данашњој Северној Македонији, док су у многим земљама подигнути споменици борцима. Данас се у Србији и Републици Српској 15. септембра на дан пробоја Солунског фронта обележава као Дан српског јединства, слободе и националне заставе.

## Позадина
Аустроугарска је напала Србију у августу 1914, али није успела да савлада српски отпор. Након уласка у рат Османског царства на страни Централних сила, одлучујући фактор је био положај Бугарске. Бугарска је заузимала стратешки важан положај на боку Србије, а њена интервенција на било којој од страна би одлучујуће пореметила равнотежу. Међутим, Бугарска и Србија су водиле два рата у последњих 30 година, први 1885. (Српско-бугарски рат), а други 1913. (Други балкански рат). Исход последњег је био понижавајући за Бугарску, и постојало је широко мишљење у бугарској влади и народу да је Србија украла земљу која је законито припадала њима.
Док су Савезници могли да понуде мале територијалне уступке од Србије и (још увек неутралне) Грчке, обећања Централних сила су била много примамљивија, пошто су оне нудиле већину територија које је Бугарска тражила. Након пораза Антанте код Галипоља и руским поразом у Горлице-Тарновској офанзиви, које су демонстрирале снагу Централних сила, краљ Фердинанд је потписао споразум са Немачком и 21. септембра 1915 је започео мобилизацију за рат.

## Пад Србије
Током протеклих девет месеци, Србија је покушавала да обнови своје ослабљене армије и побољша стање са залихама. Упркос великим напорима, српска војска је била за само 30.000 људи већа него на почетку рата (око 225.000) и још увек није била добро опремљена. Иако су Уједињено Краљевство и Француска говориле о озбиљнијој војној помоћи Србији, ништа није урађено све док већ није било касно. Када је Бугарска започела мобилизацију, Французи и Британци су послали две дивизије да помогну Србији, али су касно стигле у грчки град Солун. Делимични разлог за ово одлагање су била сукобљена мишљења у грчкој влади о овом рату.
Према Србији су кренуле бугарска, немачка и аустроугарска војска, све под командом фелдмаршала Макензена, које су укупно бројале око 500.000 људи. Немци и Аустроугари су започели свој напад 5. октобра масовном артиљеријском припремом, коју су следиле преласци преко река Саве и Дунава. Затим је 11. новембра бугарска војска напала из два правца, једним са севера према Нишу, а једним са југа према Скопљу. Бугарска војска је била велика и брзо се пробила кроз слабије српске снаге које су покушавале да зауставе њено напредовање. Због бугарског пробоја, позиција Србије је била безнадежна; њена главна војска на северу земље би или била окружена и приморана на предају или би морала да покуша да се повуче.
Војвода Путник је наредио повлачење на југ и запад према Црној Гори и Албанији. Време је било лоше, као и путеви, а војска је морала да помогне десетинама хиљада цивила који су се повлачили са њом. Укупно је око 125.000 српских војника стигло до обале Јадранског мора, дошли су бродови (на изричиту интервенцију руског цара Николаја Другог Романова) и укрцало се на италијанске, француске и остале савезничке транспортне бродове који су их превезли на бројна грчка острва (већина је отишла на Крф), пре него што су послани за Солун. Војвода Путник је морао бити ношен током целог повлачења и умро је мало више од годину дана након тога у болници у Француској.(Умро у Ници 1917. године)
Француске и британске дивизије су кренула на север од Солуна крајем новембра под командом француског генерала Мориса Сараја. Међутим, британским дивизијама је наређено из Лондона да не прелазе грчку границу, тако да су Французи сами кренули према реци Вардар. Њихово напредовање је била ограничена помоћ одступајућој српској војсци, пошто је бугарска војска морала да сконцентрише веће снаге на јужном крилу да би се носила са овом претњом. До половине децембра, генерал Сарај је закључио да је повлачење неопходно због одлучних бугарских напада на његово положаје.
Ово је била скоро потпуна победа за Централне силе. Железница од Берлина до Истанбула је коначно отворена, и, као резултат, Немачка је била у могућности да помогне свом слабијем савезнику, Османском царству. Једини недостатак победи је било повлачење српске војске, која је остала организована и била је спремна за борбу након само шест месеци.

## Рововски рат
На солунском фронту успостављене су линије ровова. Због каменитог терена унутрашњи нагиби ровова и склоништа облагани су џаковима пуњеним песком и земљом.

## Успостављање Солунског фронта 1916
Аустроугарска војска је напала Црну Гору, савезника Србије, и до 25. јануара мала црногорска војска се предала. Аустроугарска је наставила своје напредовање дуж јадранске обале, напавши Албанију која је била под контролом Италије. До краја зиме, мала италијанска војска је била истерана из скоро целе земље.
У овом тренутку, са изгубљеним ратом на Балкану, британски генералштаб је тражио повлачење свих својих војника из Грчке, али је француска влада протестовала. Пошто су француске дивизије остале, остале су и британске, али са нескривеним незадовољством. Савезничке армије су се утврдиле око Солуна, који је постао велики утврђени камп. Српска војска (сада под командом генерала Петра Бојовића), након одмора и опоравка на Крфу, је француским бродовима пребачена на Солунски фронт.
У међувремену се политичка ситуација у Грчкој заоштрила. Званично, Грчка је била неутрална, али је краљ Константин I био пронемачки опредељен, док је премијер Елефтериос Венизелос био за Француску. Грчка је у почетку подржала француско-британску помоћ Србији, а онда јој се супротставила; коначно, након Венизелосове оставке, ројалистичка влада ју је званично осудила, али се није стварно супротставила надмоћнијим савезничким снагама које су се искрцале у Солуну. Немци, који су покушавали да придобију Грчку на своју страну, су били опрезни да не пређу грчку границу.
У мају 1916. генерал Сарај је затражио да се грчка војска демобилише и грчка влада се повиновала том захтеву. Међутим, ова акција је још више натерала грчку владу да се иде према придруживању Централним силама.
Са поузданим сазнањем да ће се Румунија придружити Савезницима, генерал Сарај је почео припреме за напад на бугарску војску. Немци, уз помоћ обавештења која су добили од грчких присталица, су сачинили план за свој изненадни напад. Немачка офанзива је покренута 17. августа, три дана пре него што је било предвиђено да почне француска офанзива. Заправо, ово је била бугарска офанзива, пошто је аустроугарска војска била у Албанији, а само једна немачка дивизија је била на грчкој граници. Напад је у почетку, захваљујући изненађењу, постигао известан успех, али су српске снаге заузеле одбрамбене линије након две недеље. Зауставивши бугарску офанзиву, српска војска је извела контранапад 14. септембра. Терен је био тежак и Бугари су се бранили, али је српска војска полако напредовала. О бици за Битољ, Арчибалд Рајс који је посматрао битку записао је: „Ја сам на једној осматрачници поред војводе, који управља битком. Преда мном се протеже таласасто земљиште битољске долине. На дну се одвијају на плавичастој планини минарета и куле… Иза нас привезана су два балона, па се полако окрећу на ветру. Авиони француско-српски пролећу испод нас да извиде непријатељске положаје. Непријатељске војске које су испред нас састоје се од Бугара и два пука Немаца… Артиљерија српско-француска сипа гранате без прекида. Са моје осматрачнице јасно распознајем грдне рупчаге које су изровале огромне гранате. Земља је добила неки изглед предела на Месецу.” Спори напредак српских снага се наставио кроз октобар и у новембру, иако се време погоршало и снег почео да пада на планинама. Немци су послали још две дивизије да помогну бугарској војсци, али су француске и српске војске 19. новембра заузеле Битољ.
Губици у овој кампањи су били најмање 50.000 војника са савезничке стране и вероватно више од 60.000 убијених и заробљених Бугара и Немаца. Фронт је напредовао око 40 km. У борбама током 1916. 32.880 српских војника и 1.209 официра је избачено из строја, од чега је 4.440 погинуло или умрло од задобијених рана.
Међутим, бугарско напредовање у грчку Источну Македонију је изазвало још једну унутрашњу грчку кризу. Влада је наредила својим војницима у том подручју (демобилизованом 4. корпусу) да не пружа отпор, и упркос повременим локалном отпору који је пружило неколико официра, већина корпуса са својим командантима је било приморана на предају немачким снагама и остатак рата је провео у заробљеништву у немачком граду Герлиц. Предаја тешко стечених новоосвојених територија омраженим Бугарима без отпора је виђена од стране многих официра Венизелосове војске као последња кап. Уз активну помоћ савезничких власти, они су извели пуч којим су осигурали Солун и већи део Македоније за Венизелоса (види Покрет за националну одбрану). Од тог тренутка Грчка је имала две владе, званичну ројалистичку у Атини, која је задржала своју неутралност упркос растућем савезничком притиску, и револуционарну Венизелову владу у Солуну, која је одмах ушла у рат на страни Антанте.
У исто време, Италија је разместила још војника у Албанији и ове нове трупе су успеле да присиле аустријски корпус на повлачење кроз планинске пределе јужно од језера Острово.

## Снаге Антанте на Солунском фронту
Солунске експедиционе снаге су се састојале од контингената из четири „велике силе” Антанте (Француска, Велика Британија, Италија и Русија) и Србије. Французи су командовали Источном армијом (Armee de l'Orient), која је формално конституисана 12. октобра 1915. под командом генерала Мориса Сараја, и састојала се од десет француских, италијанских и руских дивизија, груписаних у три „дивизијске групе” које су имале статус корпуса, као и осам српских дивизија. Сарај је 22. децембра 1917. замењен генералом Адолфом Гијомом, који је објединио и британску Солунску и Грчку армију у јединствену Савезничку источну армију (Armees alliees de l'Orient), која је заузела положаје у седам сектора дуж југоисточне Албаније и грчке Македоније. У јуну 1918. Луј Франше д’Епере је наследио Гијомa, који је под својом командом имао 620.000 људи.
Британска Солунска армија је формирана 4. новембра 1915. године под командом генерала, сер Чарлс Монроа, а од 9. маја 1916. Под командом генерал-пуковника (касније генерала) Џорџа Милнеа. Шест пешадијских дивизија је распоређено у 12. корпус (22, 26. и 60. див.) и 16. корпус (10, 27. и 28. див.), уз стално премештање дивизија из једног у други корпус. Британска пешадијска дивизија у Македонији је бројала 16.000 људи, и била је састављена од три пешадијске бригаде (свака са четири, три од 1918, пешадијска батаљона од 800 људи, подељених на четири стрељачке чете; батерије рововских минобацача, митраљеске чете и коморе муниције малих калибара); дивизијске бициклистичке чете (до 1917); четири артиљеријске пољске бригаде (у којима је било од три до шест батерија) и муницијске коморе; дивизијске артиљеријске муницијске коморе; од једне до три инжињеријске чете; чете везе; пионирског (радног) батаљона; три чете тешких митраљеза (1918); три медицинске пољске амбуланте (батаљона); покретног ветеринарског одељења; позадинске чете и корпусне коморе (четири чете).
Француски контингент, којим је командовао генерал Кордоније (од фебруара 1917. генерал Пол Франсоа Гросети, а од јануара 1918. генерал Пол Проспер Анри), у октобру 1915. се састојао од пет пешадијских дивизија (57, 76, 122, 156. и 158) и коњичке бригаде, касније су му придружене три колонијалне дивизије — 17. (фебруар 1916), 16. (децембар 1916) и 11. (јануар 1917). Француска пешадијска дивизија је имала 16.000 људи у три пешадијска пука, сваки са три батаљона од четири чете; коњички „ескадрон” (чета); пук пољске артиљерије са три батаљона од три батерије; инжињеријску чету; комору и медицинску пољску амбуланту. Колонијална пешадијска дивизија у којој су били Французи, добровољци за прекоморску службу, задржала је организацију од пре 1915. године, и имала је четири пешадијска пука у две пешадијске бригаде. Коњичка бригада под командом бригадира Зуено-Гамбете је имала 1. и 4. пук Афричких ловаца (Chasseurs d!Afrique), северноафричка европска коњица; шест ескадрона мароканских Спахија (Спахи), северноафричка домородачка коњица и вод оклопних кола.
Италијанска 35. пешадијска дивизија (генерал-пуковник Момбели) је дошла у Солун 11. августа 1916. године. У почетку је била организована као и остале италијанске дивизије са две пешадијске бригаде првог позива (Каљари и Сицилија), свака је имала по два пешадијска пука са три батаљона; извиђачку јединицу (Esploratori) јачине 94 човека; ударну (Arditi) јединицу; митраљеско одељење; пук пољске артиљерије (пет батерија); инжињеријски батаљон (три чете); чету за снабдевање и медицинску чету. Касније су дивизији придодате и друге јединице укључујући и територијалну милицију трећег позива — Ивреа пешадијску бригаду, чиме се њена бројност попела на 30.000 људи и тако ефективно постала корпус.
У јуну 1916. године генерал М. К. Дитрихс стиже у Солун са 2. и 4. руском пешадијском бригадом, којој се касније придружују 1. и 3. и спајају у јулу 1917. године у Другу посебну дивизију јачине 18.000 људи. Руска бригада се састојала од два пука специјалне намене (сваки са четири батаљона и митраљеском четом) оформљене за прекоморску службу; 1. бригада је имала батаљон са 1.300 босанских добровољаца. Руси су скоро све време били на фронту, али су били деморалисани абдикацијом цара Николаја II, марта 1917. године, и када је генерал Тарановски преузео команду у новембру 1917. године, дивизија је била „неупотребљива” због комунистичке агитације. У јануару 1918. ове јединице су биле разоружане и интерниране.
Реорганизација српске војске завршена је 26. априла 1916. године. Пређашњих 13 пешадијских дивизија формирало је 6 нових дивизија са старим називима. По новој формацији, српска војска се састојала од три армије, а свака армија од по две дивизије. Врховни командант ових јединица био је престолонаследник Александар Карађорђевић, док је начелник Штаба Врховне команде био Петар Бојовић. Првом армијом (у чијем саставу су биле Шумадијска и Тимочка дивизија) је командовао пуковник (потоњи генерал) Милош Васић. Другом армијом (коју су чиниле Шумадијска и Тимочка дивизија) командовао је војвода Степа Степановић, док је трећом армијом (коју су чиниле Дринска и Дунавска дивизија) командовао је генерал Павле Јуришић Штурм. Под врховном командом налазила се и Коњичка дивизија, као и самосталне јединице ван армијског састава. Српска војска на Солунском фронту се састојала од 147.000 људи, од којих је у борбеним јединицама било 124.000 војника и старешина. Три до четири линије ровова имали су српски положаји на Солунском фронту. Растојање између српских и бугарских положаја је било од 40 метара до 350 метара.

## 1917
До пролећа те године, војска генерала Сараја је била појачана до те тачке да је бројала 22 дивизије: 6 француских, 6. српских, 7 британских, 1 италијанску, 1 грчку и две руске бригаде. Још две грчке дивизије су основане. Офанзива је планирана за крај априла, али почетни напад није успео уз велике губитке, и офанзива је обустављена 21. маја.
Потом су Савезници, желећи да изврше још већи притисак на Атину, окупирали Тесалију, из које се повукла ројалистичка грчка војска, и Коринтски земљоуз, практично поделивши земљу на два дела. Даљи дипломатски притисак је резултовао абдикацијом грчког краља (14. јуна) и уједињењем земље под премијером Венизелосом. Нова влада је одмах објавила рат Централним силама и почела да ствара нову војску. Упркос овом повољном исходу, нови премијер Француске Жорж Клемансо је у новембру опозвао са дужности генерала Сараја и уместо њега поставио више дипломатског француског генерала Адолфа Гијомa.

## 1918
У мају, грчке снаге су напале и заузеле јаке бугарске положаје код Скра-ди-Легена, што је прва велика грчка акција у рату на страни Савезника. Међутим, пошто је немачка офанзива претила Француској, генерал Гијом је позван у Париз, а заменио га је генерал Франше д’Епере.
Иако је Франше д’Епере тражио напад на бугарску војску, француска влада је одбила да дозволи офанзиву све док се остале владе не сложе. Генерал Гијом, пошто више није био неопходан у Француској, је путовао из Лондона у Рим, покушавајући да добије сагласност за напад. Споразум је постигнут у септембру и Франше д’Епереу је дозвољено да покрене своју велику офанзиву.
Савезничке снаге, које су сада биле врло велике, не само да су имале грчку војску на њиховој страни, већ су имали 6.000 људи из Чешке легије, који су били евакуисани из Русије након Октобарске револуције и који су били спремни да се боре против омражене Аустроугарске. Међутим, и Бугарска је такође повећала бројност своје војске током 1917. и у погледу укупног броја војника, две стране су биле приближно једнаке (291 савезнички батаљон против 300 бугарских батаљона, плус још 10 немачких батаљона). Али у погледу морала две стране су биле потпуно различите. Савезници су били уверени у своју предстојећу победу, док су бугарски војници могли да виде да је рат изгубљен — Османско царство је било пред колапсом, влада Аустроугарске је била у хаосу, а моћна немачка војска је поражена на Западном фронту. Бугарски војници нису били вољни да се боре и погину за изгубљену ствар.
Битка код Доброг Поља је започела артиљеријским бомбардовањем непријатељских положаја 14. септембра. Шифра за почетак артиљеријског бомбардовања била је „Шаљите једног официра и осам војника”, што је значило да артиљеријска припрема треба да почне 1. септембра по Јулијанском календару у 8 часова, а да пешадијски напад треба да почне сутра у 5:30. Артиљеријско бомбардовање трајало је 21 час и 30 минута, а вршено је из 2.096 артиљеријских оруђа, од тога 576 на српском делу фронта. Артиљерија је почела у раним јутарњим часовима по плану, иако је била магла, али се разданило у 6:16. С обзиром на тешко земљиште, солидно фортификацијско увтрђење непријатељевих положаја, жичане препреке, и сразмерно слабу артиљерију, а имајући у виду и потребу да се постигне изненађење, одређено је да артиљерија траје цео један дан, а тајала је 21 ипо час. Код Шумадијске дивизије артиљерија је била подељена у пет фаза. У првој 14. септембра од 8 часова до 13 часова, артиљерија је отварала бреше у првој линији непријатељевог положаја и изводила нека друга рушења (осматрачница, заклона)у другој фази од 13 часова до 13 часова и 20 минута тучени су објекти измеђ прве и друге линије првог положаја, у трећој од 13 часова и 20 минута до 18 часова отваране су бреше у препрекама на другој линији непријатељевих ровова, док су брдске батерије дејствовале на прву линију ровова и ометале непријатеља да изводи оправке, у четвртој фази од 19 часова 14. септембра до 3 часа 15. септембра све су батерије изводиле узнемиравајућа гађања, али само са половином оруђа ради одмарања оруђа и послуге у петој фази од 3 часа до 5 часа и 30 минута поновљена је ватра из свих оруђа на циљеве из прве фазе уз неуочљиво појачање како се непријатељу неби скренула пажња на почетак напада. У 5 и 30 часова завладала је после артиљеријске припреме тишина на целом фронту коју је прекинуо звук сигналне пиштаљке за напад. Пошто је артиљеријска припрема била успешна први ешалон српске и француске пешадије је крећући се преко терена налик месечевој површини пуног кратера од граната и преораног терна лако заузео предње бугарске линије. Потом је кренуо други ешалон тј Југословенска дивизија и Тимочка дивизија. Немци и Бугари су поред ровова на Солунском фронту правили бункере у стенама где би држали артиљерију и митраљезе. Следећег дана, Французи и Срби су напали и извршили своје циљеве, неке бугарске јединице су почеле да се предају без борбе. Арчибалд Рајс је дао опис бугарских положаја: „Коље и бодљикава жица су попадали и измешали се… Бугарски заклони су прави тунели, у облику полумесеца, подупрти балванима и издубљени у стени. Колибе су од бетона.” Савезници су онда покренули офанзиву дуж целих својих линија и бугарски командант је наредио повлачење. Савезнички авиони су бомбардовали одступајуће бугарске војнике и повлачење је постало бекство. Бугарска је капитулирала 30. септембра 1918. са Солунским примирјем и на тај начин је она избачена из рата. Краљ Фердинанд је абдицирао и отишао у изгнанство четири дана касније.
У овом тренутку британска војска је скренула источно према европском делу Османског царства, док су српске и француске снаге наставиле на север. Уз британску војску близу Истанбула и без значајнијих турских снага да је зауставе, турска влада је затражила примирје 26. октобра (Енвер-паша и његови сарадници су неколико дана раније побегли у Берлин).
Српске и француске снаге су ослободиле Србију и савладале неколико слабих немачких дивизија које су покушале да зауставе њихова напредовања. Београд је ослобођен 1. новембра, а 10. новембра Франше д’Епереова војска је прешла Дунав и спремала се да уђе у средиште Мађарске када се рат коначно завршио. Гроф Ђула Карољ, који је предводио револуционарну мађарску владу, је дошао у Београд и затражио примирје.

## Занимљивости
Француски филм Капетан Конан из 1996. приказује борбе француске војске с бугарском на Солунском фронту.

## Галерија
- Униформа српске војске на Солунском фронту од 1916 до 1918
- Борбе Срба и Бугара 1916
- Француски напад на Немачке позиције код Монастира
- Француски напад на Бугарске позиције на реци Вардар
- Српски официр гледа на масив Кајмакчалана
- Александар Карађорђевић током  Битољ
- Српски војници у рову на Солунском фронту, услед каменитог терена, војници су морали да стављају камење испред рова због тешкоће при копању
- Ровови на Солунском фронту
- Постављање тешких Француских топова код Горничева
- Топови на Солунском фронту
- Ровови на Солунском фронту
- Ровови на Солунском фронту
- Топови на сектору фронта код Доријанских језера
- Адријана шлем Српске војске са грбом Краљевин Србије
- Остатак бугарског рова из времена Солунског фронта
- Сцена са солунског фронта
- Српски топови
- Српске земунице код Доброг Поља
- Српски ров на малој удаљености од бугарског, мрежа изнад рова постављена ради спречавања убацивања граната
- Ровови на Солунском фронту
- Јуриш на Солунском фронту
- Ровови на српско грчкој граници
- Ровови на Солунском фронту од камена
- L'attaque de la cote 1248 devant Monastir (16-26 mars 1917) - Француски војници у рововима близу Монастира и Битоља
- Француска тешка артиљерија под Битољем
- Кабинет Живојина Мишића на Солунском фронту
- Ровови на Солунском фронту
- Српска артиљерија
- Регент Александар са француским официрима посматра битку са осматрачнице
- Бугарски мајор Иванов предаје се српској војсци у околини Куманова, током пробоја Солунског фронта
- Стање на Солунском фронту 25. јуна 1918.
- Маркица са приказом пробоја Солунског фронта